# Bruzz (radio)
Pour les articles homonymes, voir Bruzz.
Bruzz, anciennement FM Brussel, est une station de radio néerlandophone, non-commerciale, sociale et culturelle belge dont les émissions sont centrées sur la capitale belge, Bruxelles.

## Histoire
La station voit le jour en 2000 et est alors une radio administrée par des étudiants de la haute école RITS. L'émetteur est devenu une radio professionnelle néerlandophone qui diffuse 24 heures sur 24. Ses programmes visent à refléter la diversité de la ville et sont destinés tant aux Bruxellois qu'aux habitants de la périphérie et aux personnes qui fréquentent la ville.
FM Brussel obtient une licence de neuf ans le 19 décembre 2003. La station diffuse sur 98,8 MHz et peut être captée jusqu'à Louvain, Malines et Alost. L'émetteur est structurellement subventionné par la Communauté flamande.
La rédaction, commune au journal  Brussel Deze Week et à la chaîne de télévision  tvbrussel , est hébergée dans le bâtiment Flagey à Ixelles.
Depuis le 20 avril 2016, FM Brussel se nomme Bruzz. La radio partage son nom avec la chaine de télévision locale (anciennement TV Brussel), un journal, un magazine et un site internet (anciennement brusselnieuws.be).